# Mark Slavin
Mark Slavin (Minsk, 31 de janeiro de 1954 - Fürstenfeldbruck, 6 de setembro de 1972) foi um atleta israelense de luta greco-romana olímpica (wrestler) e vítima do massacre de Munique nos Jogos Olímpicos de Verão de 1972.
Ele foi o mais jovem das vítimas, tendo 18 anos na ocasião do ataque, foi feito refém com outros oito atletas israelenses. Slavin foi baleado por metralhadora em um helicóptero durante uma tentativa de resgate fracassada na base militar de Fürstenfeldbruck, a oeste de Munique.
Slavin nasceu em Minsk, Bielorrússia soviética, e começou a lutar na juventude para se defender de ataques anti-semitas. Slavin logo se tornou conhecido como um lutador talentoso, e venceu o campeonato júnior de luta greco-romana soviética em 1971. Slavin mudou-se para Israel apenas quatro meses antes dos Jogos Olímpicos e ingressou no Hapoel Tel Aviv e na Seleção Olímpica de Israel. As Olimpíadas de 1972 seriam sua primeira competição internacional para Israel, e Slavin foi considerado o vencedor favorito de medalhas de Israel nos jogos de Munique. Ele foi o mais jovem atleta olímpico israelense a competir nos jogos.
Slavin estava hospedado na Unidade 3, na 31 Connollystraße na Vila Olímpica, com seus companheiros lutadores Gad Tsobari e Eliezer Halfin, e os levantadores de peso David Berger, Yossef Romano e Ze'ev Friedman. Slavin deveria fazer sua estreia olímpica no dia em que os terroristas invadiram a Vila Olímpica e o capturaram enquanto os atletas olímpicos ainda estavam dormindo.